# Blekgentiana
Blekgentiana (Gentianella aurea) är en gentianaväxtart som först beskrevs av Carl von Linné, och fick sitt nu gällande namn av H. Sm.. Enligt Catalogue of Life ingår Blekgentiana i släktet gentianellor och familjen gentianaväxter, men enligt Dyntaxa är tillhörigheten istället släktet gentianellor och familjen gentianaväxter. Enligt den svenska rödlistan är arten sårbar i Sverige. . Artens livsmiljö är fjäll. Inga underarter finns listade i Catalogue of Life.